# Labium montivagum
Labium montivagum là một loài tò vò trong họ Ichneumonidae.